# Salto de Turing
Em teoria da computabilidade, o Salto de Turing ou Operador de Salto de Turing, nomeado por Alan Turing, é um operador que designa para cada problema de decisão X um sucessivo problema de decisão mais difícil X ′ que tem a propriedade X ′ é não-decidível por uma Máquina Oráculo com um oráculo para X.
O operador é chamado de operador de salto porque ele aumenta o Grau de Turing do problema X. Ou seja, o problema X ′ é redutível por uma máquina de Turing (Redução de Turing) para X. O Teorema de Post estabelece um relacionamento entre o operador de Salto de Turing e a hierarquia aritmética de conjuntos pertencentes ao conjunto dos números naturais. Informalmente, dado um problema, o Salto de Turing retorna o conjunto de máquinas de Turing que param quando se é dado um acesso a um oráculo que resolve este problema.

## Definição
Dado um conjunto X e um  Número de Gödel φiX das funções X-computáveis, o Salto de Turing X ′ de X é definido como:
{\displaystyle X'=\{x\mid \varphi _{x}^{X}(x)\ {\mbox{é definido}}\}.}
O n-ésimo Salto de Turing X(n) é definido indutivamente por
{\displaystyle X^{(0)}=X,\,}
{\displaystyle X^{(n+1)}=(X^{(n)})'.\,}
O ω Salto X(ω) do X é  a união das sequências de conjuntos X(n) para n ∈ N: 
{\displaystyle X^{(\omega )}=\{p_{i}^{k}\mid k\in X^{(i)}\},\,}
onde pi denota o i-ésimo primo.
A notação 0′ ou ∅′ é, de vez em quando, utilizado para o Salto de Turing de um conjunto vazio. Lê-se salto-zero ou, às vezes, primo-zero.
De forma similar, 0(n) é o n-ésimo salto do conjunto vazio. Para um n finito, esses conjuntos são relacionados à hierarquia aritmética.
O salto pode ser iterado por números Transfinitos: os conjuntos 0(α) para α < ω1CK, onde ω1CK é o Ordinal de Church-Kleen, são muito relacionados à hierarquia hiperaritmética.  Por trás de ω1CK, o processo pode ser contínuo através dos ordinais contáveis do Universo construível, utilizando métodos da teoria dos conjuntos(Hodes 1980).  O Conceito também foi generalizado para ser estendido aos cardinais regulares incontáveis(Lubarsky 1987).

## Exemplos
- O Salto de Turing 0′ do conjunto vazio é Turing equivalente ao Problema da parada.
- Para cada n,  o conjunto 0(n)  é  redutível por mapeamento  (redução por mapeamento)  no nível {\displaystyle \Sigma _{n}^{0}}  da hierarquia aritmética
- O conjunto dos números de Gödel das fórmulas com valor verdade na linguagem da Aritmética de Peano que possuem um predicado para  X é computável através de X(ω).

## Propriedades
- X ′  é  X-reconhecível (Conjuntos recursivamente enumeráveis) mas não é X-computável (Função computável)].
- Se A é  Turing equivalente à B  então A′ é Turing equivalente à B′.  O Contrário desta implicação não é verdade
- (Shore E  Slaman, 1999) A função de mapeamento X  para  X ′  é definida em uma ordem parcial dos graus de Turing.

Muitas das propriedades do operador de Salto de Turing são discutidos no artigo Grau de Turing.